# Jenno Berckmoes
Jenno Berckmoes (født 4. februar 2001 i Gent) er en cykelrytter fra Belgien, der kører for Lotto.